# Chiesa della Santissima Annunziata (Lucignano)
La chiesa della Santissima Annunziata (nota anche come chiesa della Misericordia) è un edificio sacro che si trova in via della Misericordia a Lucignano.

## Storia e Descrizione
Costruita prima del 1468, la chiesa fu ristrutturata ed ampliata nel 1582.
La facciata molto semplice introduce ad un interno ad aula unica, decorata in fondo dal bell'altare ligneo intagliato e dorato, che occupa tutta la parete terminale, realizzato nel 1583 probabilmente su disegno di Orazio Porta, nel quale sono inserite sei tele di scuola toscana, eseguite da più di un pittore, con al centro la Natività, presumibilmente dello stesso Porta. Ai lati di essa sono l'Adorazione dei Magi e la Visitazione, opera di Andrea Boscoli realizzate già nel 1596 per il vicario mediceo Costantino de' Servi. In alto sono tre tondi, quello più in alto con Dio Padre, gli altri due con Profeti, di pittori anonimi. 
Altre tele secentesche di artisti non ancora riconosciuti sono appese alle pareti: sono un Sant'Antonio da Padova, una Santa Teresa ed una Sant'Orsola a sinistra e un San Michele, una Santa Cecilia e la Maddalena a destra.
Nel presbiterio sono anche due statue in terracotta invetriata alla maniera robbiana, un Angelo Annunciante e la Madonna Annunciata, modellate però da Andrea Sansovino, databili agli inizi del XVI secolo. 

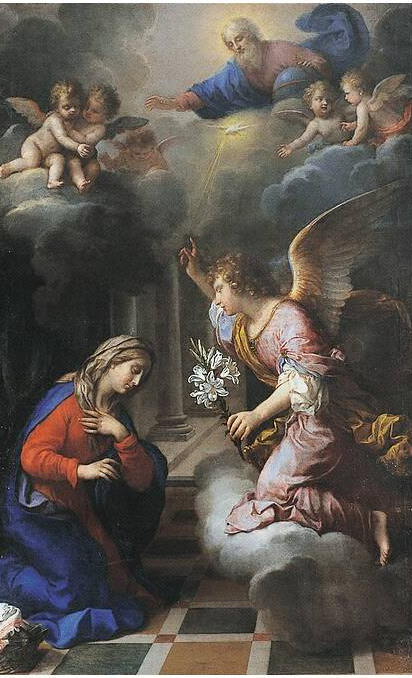
Onorio Marinari, Annunciazione

Alle pareti dell'aula furono aggiunti nel 1694 due altari realizzati dagli scalpellini lucignanesi Bracci, per i quali furono realizzati l'Annunciazione di Onorio Marinari, del 1699 per quello di sinistra, e l'Assunzione della Vergine di Alessandro Gherardini dello stesso anno, per quello di destra. 
Sulla cantoria in controfacciata, l'organo a canne fu costruito tra 1775 e 1776. 
Nella adiacente sede della Misericordia si conservano interessanti arredi del XVIII e del XIX secolo.